# Vladimir Ignatenko
Vladimir Ignatenko (Владимир Игнатенко, né le 17 avril 1955) est un athlète soviétique devenu ukrainien spécialiste du sprint. 

## Biographie

### Palmarès
| Date | Compétition           | Lieu   | Résultat | Épreuve        | Performance |
| ---- | --------------------- | ------ | -------- | -------------- | ----------- |
| 1978 | Championnats d'Europe | Prague | 3e       | 100 mètres     | 10 s 37     |
| 1978 | Championnats d'Europe | Prague | 3e       | 4 × 100 mètres | 38 s 82     |

### Records
| Épreuve    | Performance | Lieu     | Date              |
| ---------- | ----------- | -------- | ----------------- |
| 100 mètres | 10 s 31     | Tbilissi | 15 septembre 1978 |
| 200 mètres | 20 s 74     | Prague   | 30 août 1978      |